# Układ topocentryczny
Układ topocentryczny (z greckiego tópos, czyli miejsce) – układ współrzędnych ze środkiem znajdującym się w miejscu obserwacji. 
Przejście z układu geocentrycznego do topocentrycznego wymaga znajomości szerokości geograficznej i lokalnego czasu gwiazdowego.